# Conséquences de la pandémie de Covid-19 sur les communautés LGBT
Pour un article plus général, voir Conséquences de la pandémie de Covid-19.
La pandémie de Covid-19 a eu un impact significatif sur la communauté LGBT.
Plus de 220 marches des fiertés à travers le monde sont annulées ou reportées d'après un décompte d'avril 2020. La Global Pride (en), un événement en ligne est alors prévu pour le 27 juin 2020.
Les personnes LGBT asiatiques sont confrontées à une vague accrue de discriminations du fait de la xénophobie et du racisme liés à la pandémie. Les personnes âgées LGBT sont également plus susceptibles d'être en situation d'isolement et donc d'autres ennuis de santé.
Les Nations unies appellent tous les États à prendre en compte de toute urgence l'impact de la Covid-19 sur les personnes LGBT lors de la conception, de la mise en œuvre et de l'évaluation des mesures de lutte contre la pandémie qui pourrait affecter communautés LGBT de manière disproportionnée à travers le monde.
Des organisations locales de santé avertissent que certains membres de la communauté LGBTQ pouvaient être « particulièrement vulnérables » aux effets de la maladie, du fait de taux plus élevés de cancer, de VIH et de tabagisme, ainsi que la discrimination en matière de soins de santé. La réduction voire l'arrêt des dispositifs de soutien aux personnes LGBTQ, en particulier à celles sans-abri et celles vivant dans des environnements familiaux dangereux, est également source d'inquiétude. En mars 2020, plus de 100 organisations de défense des droits LGBT signent une lettre ouverte demandant aux responsables américains de la santé publique de résoudre ce problème. Les signataires étaient GLAAD, la Human Rights Campaign et Lambda Legal (en), le LGBT National Cancer Network, GLMA: Health Professionals Advancing LGBTQ Equality (en), la National Queer Asian Pacific Islander Alliance, le New York Transgender Advocacy Group, Services & Advocacy for GLBT Elders (en) (SAGE) et Whitman-Walker Health (en),.
De nombreux sites de rencontres LGBT partagent des moyens de prévenir les infections à coronavirus. Et les téléchargements des applications de rencontre Grindr et Scruff (en) voient leur téléchargement diminuer en Italie et en Espagne.

## Afrique
En Ouganda, 20 personnes LGBT sont détenues dans un refuge par la police et accusées d'avoir violé les exigences de la distanciation sociale.

## Asie
GagaOOLala (en), décrite par Reuters comme « la première plate-forme de streaming vidéo LGBT+ d'Asie, surnommée le" Netflix gay "du continent », se développe avec l'espoir d'atteindre les personnes isolées en raison de la pandémie.

### Corée du Sud
En mai 2020, la découverte d'un cluster lié à des boîtes de nuit LGBT à Séoul a provoqué des inquiétudes quant à la confidentialité des dispositifs de tracing,.

### Turquie
Le principal universitaire musulman et ministre des Affaires religieuses de Turquie, Ali Erbaş, déclaré dans une annonce du Ramadan que le pays condamne l'homosexualité parce qu'elle « apporte la maladie », insinuant que les relations homosexuelles sont responsables de la pandémie de Covid-19. Le président turc Recep Tayyip Erdoğan apporte son soutien à Erbaş, affirmant que ce qu'Erbaş « avait dit était tout à fait juste ».[réf. nécessaire]

## Europe

### Royaume-Uni

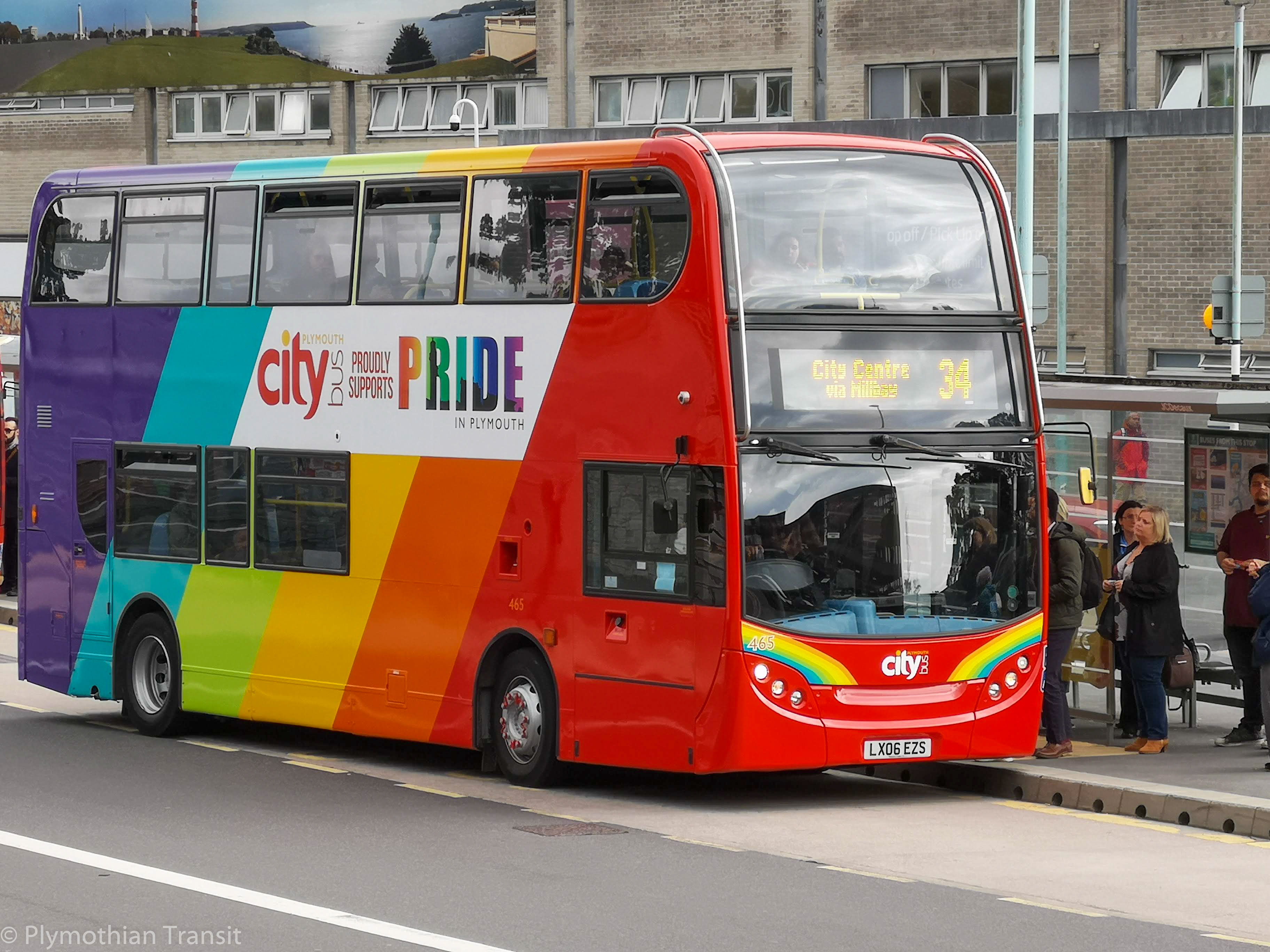
Le bus Pride de Plymouth Citybus avant un changement de marque controversé

Au Royaume-Uni, les hommes gays et bisexuels sexuellement actifs ne sont pas été autorisés à donner du plasma pour un essai de recherche sur les coronavirus du National Health Service (NHS). En effet, l'essai de recherche a suivi les mêmes règles que les règles existantes pour le don de sang.
Plus d'une centaine de marches des fiertés sont reportées ou annulées, dont la Pride in London (en) , Leeds Pride (en) , Brighton Pride (en)  et l'événement national UK Pride qui devait avoir lieu à Newcastle upon Tyne. D'autres marches des fiertés, dont Bristol Pride (en), ont lieu en ligne uniquement.
Alors que des arcs-en-ciel à sept couleurs sont utilisés pour exprimer le soutien de la population au NHS, certains utilisent le drapeau arc-en-ciel LGBT dans le même but. Plymouth Citybus rebaptise leur « Pride bus » pour célébrer le NHS, ce qui génère des accusations de récupération des combats politiques LGBT et une invisibilisation des personnes LGBT.

## Amérique du Nord

### Canada
La Semaine de la fierté, le festival des fiertés le plus important du Canada, est annulé tout comme la Dyke March, la Trans March et la Pride Parade , ainsi que Fierté Montréal.
Plusieurs festivals de fierté annoncent leur intention de lancer des festivals de « fierté numérique » en ligne, comme la Pride Toronto, la Vancouver Pride, la Calgary Pride, la Sudbury Pride, et Capital Pride à Ottawa.
Le Glad Day Bookshop (en) annonce divers plans pour soutenir les artistes et interprètes LGBTQ pendant la pandémie et la fermeture associée de la plupart des lieux dont ils dépendent pour leur revenu, y compris un fonds de survie d'urgence financé par le crowdfunding pour fournir des prêts et des subventions,, Le Toronto Queer Film Festival (en) lance le Queer Emergencies Fund pour offrir des subventions aux cinéastes LGBTQ pour la création de nouvelles œuvres courtes  et le Inside Out Film and Video Festival annonce un programme offrant des subventions de production pouvant atteindre 2 500 $ à des projets touchés par la pandémie.
La vulnérabilité de nombreuses entreprises LGBTQ est mise en lumière au début du mois de mai lorsque Pegasus, un bar populaire du quartier gay de Church and Wellesley à Toronto annonce son risque de fermeture parce que son propriétaire refusait de participer au programme Canada Emergency Commercial Rent Assistance. Le centre communautaire 519 déclare que l'ensemble des commerces de Church and Wellesley risquaient de disparaître si les gouvernements fédéral et provincial ne prenaient pas de mesures pour améliorer leur protection des petites entreprises. Début juin, il est annoncé que le propriétaire avait finalement accepté de participer au programme.
Les résidents du quartier notent également une augmentation significative de la criminalité et de la violence, liée, selon eux, en partie à un campement impromptu de sans-abri installant des tentes dans le parc Barbara Hall.

### États-Unis
En Floride, plusieurs participants du Winter Party Festival de Miami sont testés positifs au coronavirus, selon l'organisateur de l'événement National LGBTQ Task Force. Shannon Bennett, homosexuel et shérif adjoint du bureau du shérif de Broward, est « considéré comme le premier décès de ce type en service de Covid-19 en Floride ».